# Хлыновский, Григорий Александрович
Григо́рий Хлыно́вский (род. 11 ноября 1947) — один из сильнейших советских гонщиков 1970-х годов (спидвей), воспитанник ровенского спидвея.

## Карьера
Трижды подряд выступал в финалах личного чемпионата мира по спидвею — в 1972, 1973, 1974 годах, всего стартовал за период с 1969 по 1981 гг. 12 раз, из них 10 лет подряд. В командных чемпионатах мира становился трижды серебряным призёром (1971, 1972, 1975) и 1 раз — бронзовым (1973); в финале 1976 г. — 4-е место.
В чемпионатах СССР выступал за команды:
- «Радуга» (Ровно) (1966, 1968—1979);
- «Авангард» (Львов) (1967);
- «Сигнал» (Ровно) (1980—1981).

Старший тренер команды «Сигнал» (Ровно) (1982—1989), под его руководством «Сигнал» трижды подряд становился чемпионом СССР (1985—1987). Старший тренер команд КАМАЗ (Ровно) (1990), «Сигнал» (Ровно) (1991). Заслуженный тренер Украины, судья национальной категории.

## Личные чемпионаты мира. Финалы
- 1972 —  Великобритания Лондон, Стадион «Уэмбли» — 13-е место — 4 очка
- 1973 —  Польша Хожув, Городской стадион — 5-е место — 10 очков
- 1974 —  Швеция Гётеборг, Стадион «Уллеви» — 10-е место — 6 очков

### Командные чемпионаты мира. Финалы
- 1971 —  Польша Вроцлав, Олимпийский Стадион (Григорий Хлыновский / Владимир Гордеев / Владимир Смирнов / Анатолий Кузьмин / Виктор Трофимов) — 2-е место — 22 очка — 8 -
- 1972 —  ФРГ Ольчинг, (Григорий Хлыновский / Виктор Калмыков / Анатолий Кузьмин / Виктор Трофимов / Владимир Гордеев) — 2-е место — 21 + 7 очков (5 + 2)
- 1973 —  Великобритания Великобритания Лондон, Стадион «Уэмбли» (Александр Павлов / Владимир Гордеев / Владимир Пазников / Григорий Хлыновский / Виктор Трофимов) — 3-е место — 20 очков (4)
- 1975 —  ФРГ Норден, Мотодром Хальбемонд (Владимир Гордеев / Валерий Гордеев / Григорий Хлыновский / Виктор Трофимов / Михаил Старостин) — 2-е место — 29 очков (8)
- 1976 —  Великобритания Лондон, Уайт Сити Стадион (Виктор Трофимов / Валерий Гордеев / Григорий Хлыновский / Владимир Гордеев / Владимир Пазников) — 4-е место — 11 очков (2)